# Tjugo frågor
Tjugo frågor är en sällskapslek som går ut på att gissa sig fram till ett ord eller en person med hjälp av högst tjugo frågor (ja- och nejfrågor). Leken ligger till grund för radioprogrammet med samma titel.